# Sergio Franchi (hockeista su pista)
Sergio Franchi (22 gennaio 1945 – 9 giugno 1988) è stato un hockeista su pista e allenatore di hockey su pista italiano.

## Caratteristiche tecniche
È stato un hockeista su pista fino all’età di 41 anni, chiudendo la carriera come allenatore.

## Carriera
Nel 1978 vinse la coppa Italia con l’Amatori Hockey Lodi, accanto al famoso campione portoghese António Livramento.

## Palmarès

### Giocatore
- Coppa Italia: 1

Amatori Lodi: 1978